# Margarida (Planes)
Margarida és un poble del terme municipal de Planes, a la comarca del Comtat (País Valencià), del qual dista 4 km en direcció est. L'any 2009 tenia 62 habitants.
Alqueria d'origen àrab, va ser conquerida per Jaume I, però va romandre com a lloc de moriscos, tot sumant 26 focs en el moment de l'expulsió. A mitjans del segle xix tenia 138 habitants.

## Llocs d'interés
- Castell de Margarida.
- Església parroquial de Sant Francesc.